# Peter Green Splinter Group
Die Peter Green Splinter Group war eine britische Bluesrockband, die zwischen 1997 und 2003 acht Alben veröffentlichte. 2006 erschien nach der Auflösung der Band eine „Best of“-Zusammenstellung.
Peter Green ist vor allem bekannt als Gründer der Band Fleetwood Mac. In den 1970ern wurde bei ihm Schizophrenie diagnostiziert. Er zog sich immer wieder aus dem Musikgeschäft zurück, um sporadisch auf die Bühne zurückzukehren. Mitte der 1990er begann er mit seinen Freunden Nigel Watson und Cozy Powell unter dem Namen „Peter Green Splinter Group“ aufzutreten.
Die Gruppe löste sich 2004 auf.

## Bandmitglieder
- Peter Green – Gesang, Gitarre, Mundharmonika
- Nigel Watson – Gesang, Gitarre
- Roger Cotton – Piano, Hammond-Orgel, Gitarre (1998–2004)
- Larry Tolfree – Schlagzeug, Perkussion (1997–2004)
- Pete Stroud – Bass (1998–2004)
- Neil Murray – Bass (1997–1998)
- Cozy Powell – Schlagzeug (1997)
- Spike Edney – Keyboards (1997)

## Diskografie
- 1997: Peter Green Splinter Group
- 1998: The Robert Johnson Songbook
- 1999: Soho Session (Live-Doppelalbum, aufgenommen am 5. April 1998 in Ronnie Scott’s Jazz Club)
- 1999: Destiny Road
- 2000: Hot Foot Powder
- 2001: Time Traders
- 2001: Me and the Devil (Limited Edition Box Set, 3 CDs, eine mit Songs von Robert Johnson)
- 2001: Blues Donʼt Change (zunächst nur bei Konzerten und über die offizielle Webseite verkauft; Neuveröffentlichung 2006)
- 2003: Reaching the Cold 100
- 2006: The Best of Peter Green Splinter Group (Kompilation)